# Peltophyllum caudatum
Peltophyllum caudatum là một loài thực vật có hoa trong họ Triuridaceae. Loài này được (Poulsen) R.Schmid & M.D.Turner miêu tả khoa học đầu tiên năm 1977.